# État du Liban libre
L'État du Liban libre (arabe : دولة لبنان الحرة, Dawlat Lubnān al-Ḥurra) était un État séparatiste non reconnu au sud du Liban, proclamé en 1979 par Saad Haddad, un officier au service d'Israël, et disparu en 2000. Il reçoit le soutien d'Israël. L'Armée du Liban sud, milice chrétienne créée par Saad Haddad, est alliée aux Forces de défense israéliennes lors de l'invasion israélienne du Liban en 1978. Renforcée par l'invasion israélienne du Liban en 1982, l'autorité du Liban libre périclite rapidement après la mort de Haddad en 1984. 
Après la disparition de Saad Haddad, un gouvernement maronite continue à exercer ses fonctions sous la forme de l'administration de la ceinture de sécurité du Sud-Liban (en), qui reste intacte sous l'égide de l'occupation israélienne du Sud-Liban de 1985 à 2000. Au cours du conflit du Sud-Liban, l'administration maronite et l'Armée du Liban sud opèrent sous la supervision d'Israël, pour finalement s'effondrer lors du retrait de l'armée israélienne du Liban en 2000.
L'État du Liban libre occupe une bande frontalière de 1 800 km2. Il a été proclamé pendant la  guerre du Liban (1975-1990) et prétendait servir les intérêts politiques des chrétiens maronites du Liban (en).

## Histoire
L'annonce de la création de l'État est faite le 18 avril 1979 par Saad Haddad. Saad Haddad est alors officiellement renvoyé de l'armée libanaise poursuivi pour haute trahison par le gouvernement libanais. Cet État est destiné à servir de zone tampon à Israël. Les historiens M. et H. Jaber voient sa proclamation séparatiste comme une réalisation de la vision politique israélienne du Liban sud ; ainsi Shimon Pérès en 1976 avait déclaré : « Le sud du Liban qui s’étend le long de la frontières israélienne, représente un vide au sens militaire et politique. ».  
L'existence du Liban libre dépend du soutien logistique et militaire israélien (après 1982), ce qui en fait un État client d'Israël. Le Liban libre fonctionne pendant plusieurs années comme une autorité semi-indépendante au Sud-Liban, en totale déconnexion politique avec le gouvernement libanais internationalement reconnu de Beyrouth. Le gouvernement du Liban libre sous la direction de Haddad ne reçoit jamais de reconnaissance internationale.
Après la guerre du Liban de 1982, une grande partie du territoire revendiqué par le Liban libre est intégrée à la dite«  ceinture de sécurité » du Sud-Liban, sous le contrôle conjoint de l'armée israélienne et de l'Armée du Liban libre. L'autorité du Liban libre décline encore davantage avec la mort de Saad Haddad en janvier 1984, après quoi seule la force militaire de l'État autoproclamé continue de fonctionner, rebaptisée Armée du Sud-Liban (ALS).

## Communications
Durant les deux premières années du conflit du Sud-Liban (1982-2000), Saad Haddad dirige la station de radio chrétienne "Voice of Hope", initialement créée et financée par George Otis de High Adventure Ministries. La Voice of Hope est créée comme une œuvre caritative pour aider l'enclave chrétienne du Sud-Liban, mais elle devient rapidement politisée, lorsque Hadaad l'utilise pour des diatribes politiques visant ses nombreux ennemis.
High Adventure la présente comme la seule station de radio privée au Moyen-Orient qui diffuse l'Évangile, mais son message est souvent entaché par l'affiliation nécessaire avec la milice de Hadaad, car son fonctionnement dépend de sa protection et de son autorité, ce qui donne lieu à un mélange très curieux de leçons d'Écritures et de commentaires politiques que le personnel de la station ne peu ni contrôler ni réglementer.
S'appuyant sur la couverture positive de Voice of Hope, Pat Robertson fonde en 1982 la première branche étrangère de son Christian Broadcasting Network, connue sous le nom de Middle East Television (en), et place son fils, Tim, à sa tête. Bien que le massacre de Sabra et Chatila provoque une brève brouille entre les américains et Haddad, CBN et Voice of Hope continuent toutes deux à diffuser sans interruption jusqu'à la fin du Liban libre et jusqu'à ce qu'Israël mette fin à son occupation en 2000.

## Économie
Le début de la Bonne frontière coïncide avec le début de la guerre civile au Liban en 1976 et avec le soutien israélien aux milices majoritairement maronites du Sud-Liban dans leur lutte contre l'OLP. À partir de 1977, Israël permet aux maronites et à leurs alliés de trouver du travail en Israël et leur fournit une assistance pour l'exportation de leurs marchandises via la ville portuaire israélienne de Haïfa. Le principal poste frontière par lequel les marchandises et les travailleurs passent est la porte de Fatima, près de Metoula. Cela fournit une stabilité économique essentielle à l'administration du Liban libre et à l'administration ultérieure de la ceinture de sécurité du Sud-Liban.

## Relations avec les Nations Unies
La liberté de mouvement du personnel de la FINUL et des observateurs de l'ONUST dans l'enclave du Liban libre reste restreinte en raison des actions d'Amal et de l'Armée du Liban libre sous la direction du major Saad Haddad avec le soutien des forces militaires israéliennes. Pendant la guerre du Liban de 1982, les positions de l'ONU sont envahies, principalement par les forces de l'Armée du Liban sud sous le commandement de Saad Haddad.

## Reconnaissance internationale
Le Liban Libre ne réussit pas à obtenir la reconnaissance d'aucun État, à l'exception de la reconnaissance officieuse de l'État d'Israël. Le pays bénéficie néanmoins d'un certain soutien de la part des évangéliques américains (en), qui rencontrent souvent le gouverneur du Liban Libre, Saad Haddad, lors de ses voyages télévisés en Terre Sainte.